# District de Tawang
Le district de Tawang est un des 16 districts de l'Arunachal Pradesh. En 2011, sa population était de 49 950 habitants. Il s'étend sur 2 172 km2.
Son chef-lieu est la ville de Tawang.

## Situation
Il est entouré par le district du Kameng occidental, par le Bhoutan et par la Chine.

## Histoire
Avant 1984, Tawang était une subdivision du District du Kameng occidental. Cette subdivision est devenue un district à part entière de l'Arunachal Pradesh
le 6 octobre 1984.

## Divisions administratives
Le district de Tawang compte 3 subdivisions administratives, 10 cercles et 235 villages :
1. Tawang subdivision: Cercles de Tawang (77 villages) et Kitpi (31 villages) ;
2. Jang subdivision: Cercles de Mukto (7 villages); Thingbu (6 villages); Jang (8 villages); Bongkhar (14 villages) et Lhou (25 villages) ;
3. Lumla subdivision: Cercles de Lumla (22 villages); Zemithang (18 villages) et Dudunghar (27 villages).

Il s'étend sur 2 172 km2, c'est le plus petit district de l'Arunachal Pradesh.

## Démographie
Selon les données du recensement indien de 2011, le District de Tawang a une population de 49 977 habitants. Les hommes représentent 58 % de la population du district ; les femmes 42 %. Tawang possède un taux d'alphabétisation de 59 %.
La majorité des habitants du district sont de culture Monba, sauf le village de Shyo, où les habitants sont des Tibétains.